# Knut Jönsson Posse
Knut Jönsson Posse (født i begyndelsen af 1440'erne, døde 25. marts 1500 på Kastelholm Slot) var nationalråd og chef for retsvæsenet over flere borgråd. Han er begravet i Åbo Katedral.
 Der er for få eller ingen kildehenvisninger i denne artikel, hvilket er et problem. Du kan hjælpe ved at angive troværdige kilder til de påstande, som fremføres i artiklen.